# Lepisiota canescens
Lepisiota canescens är en myrart som först beskrevs av Carlo Emery 1897.  Lepisiota canescens ingår i släktet Lepisiota och familjen myror.

## Underarter
Arten delas in i följande underarter:
- L. c. canescens
- L. c. latior

## Bildgalleri

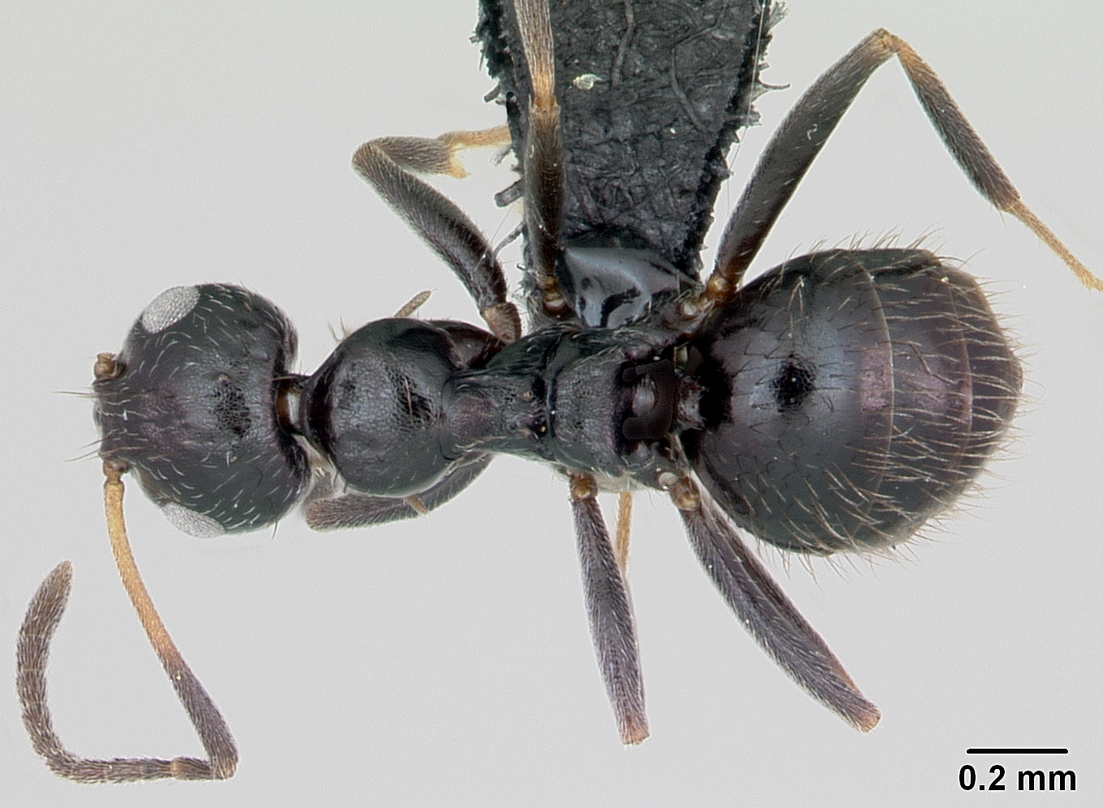
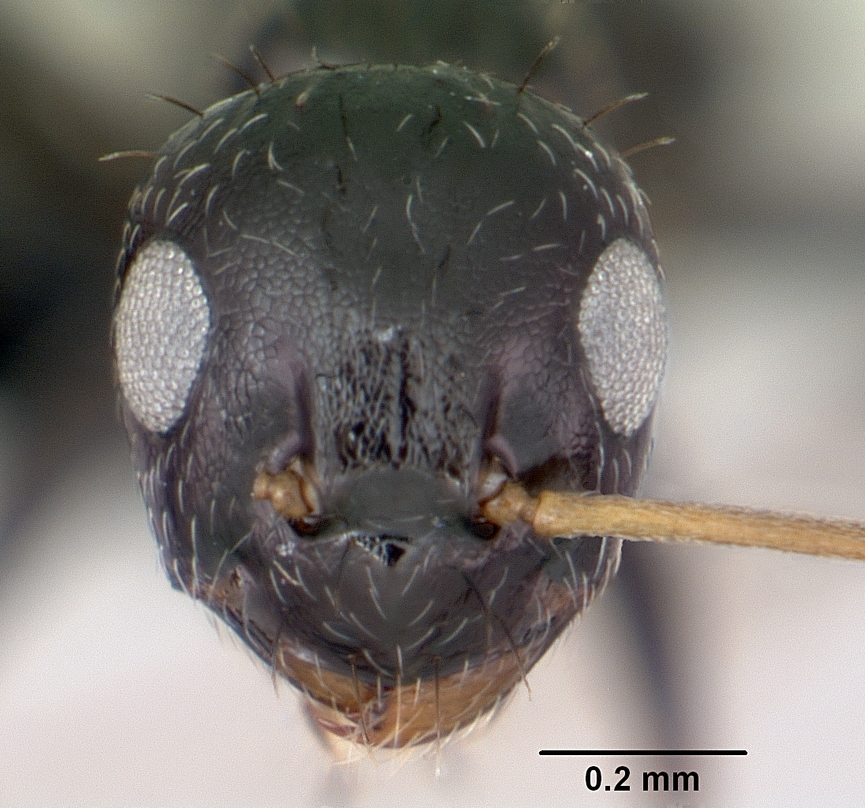
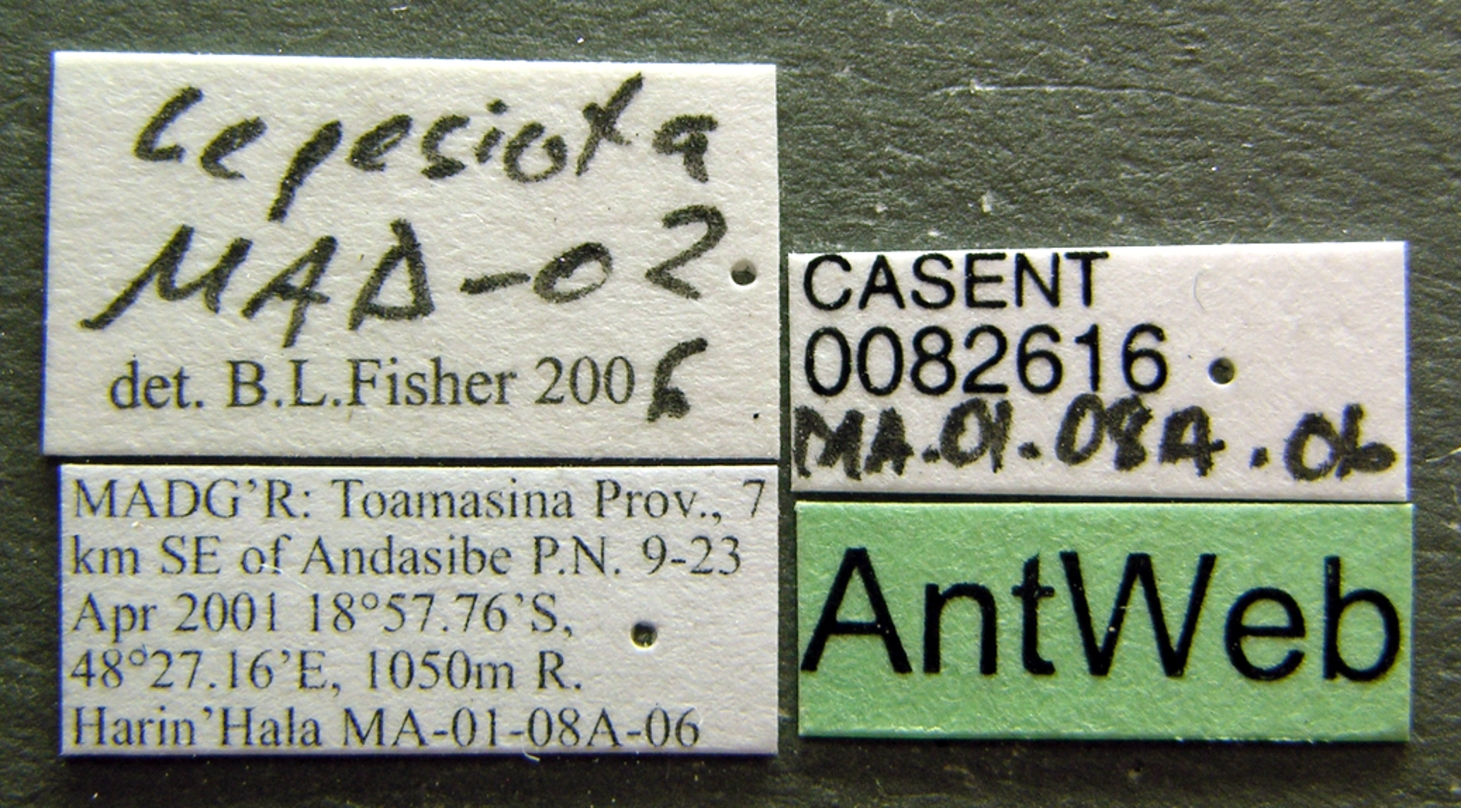
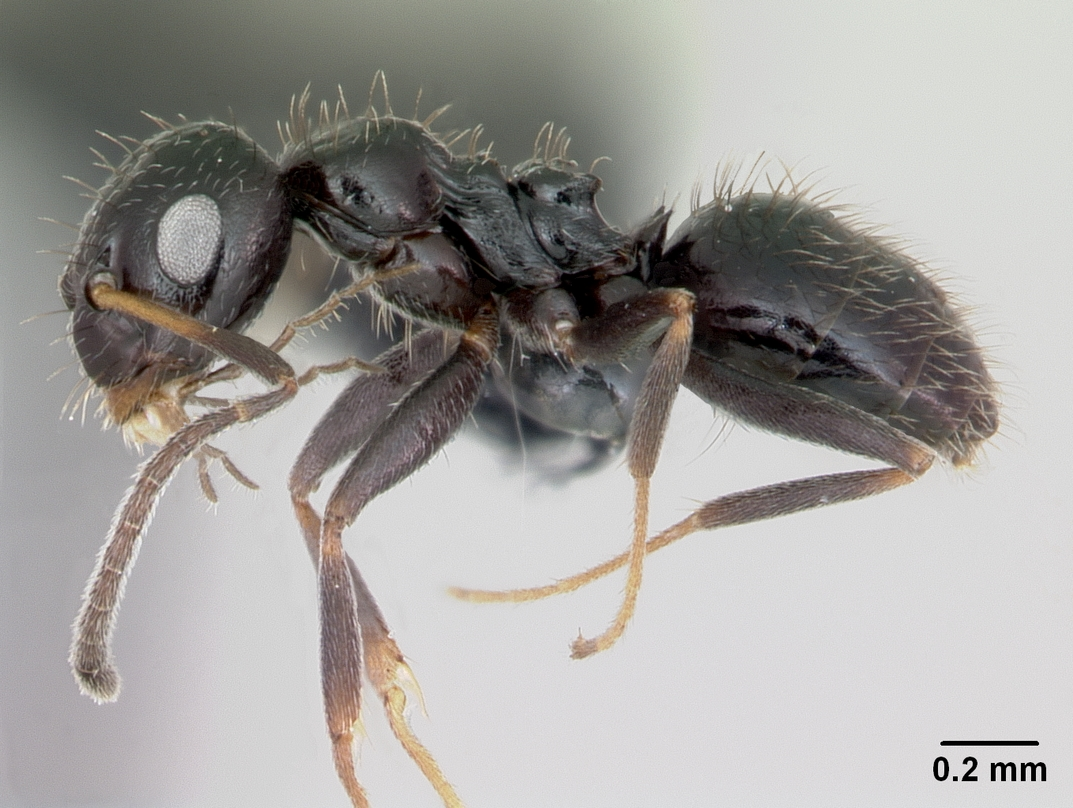
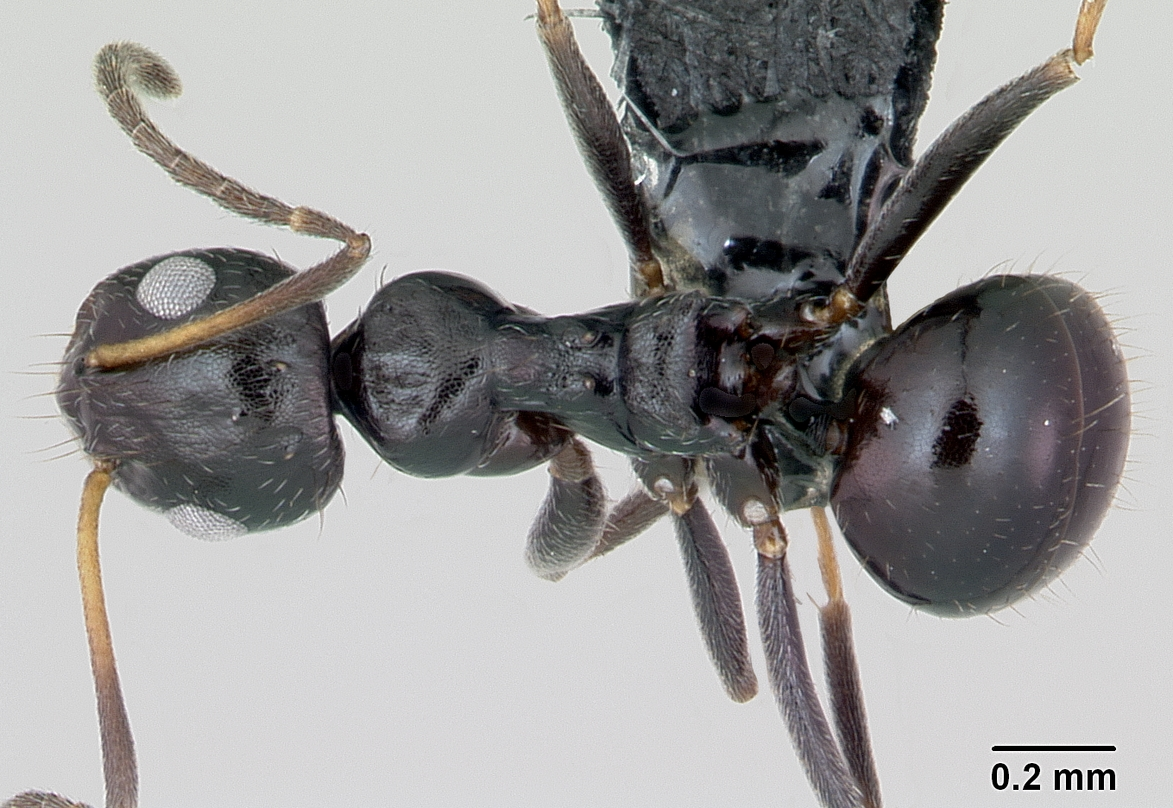
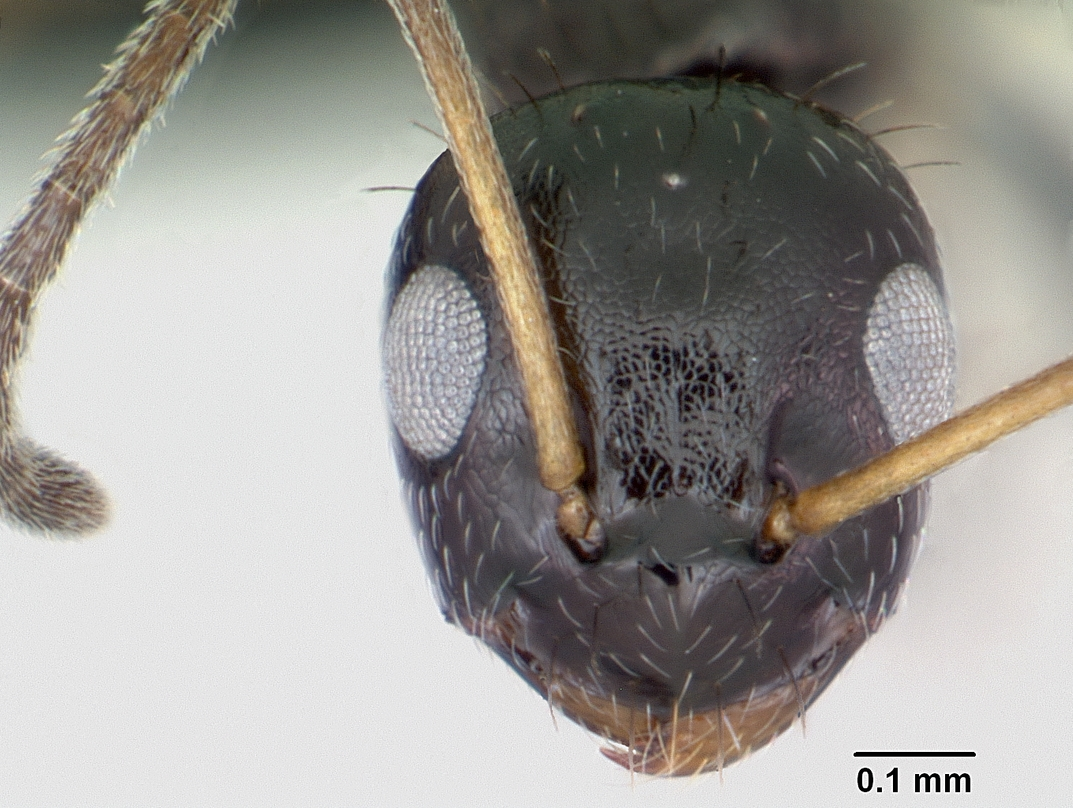